# ماري آمدور
كانت ماري آمدور باحثة في مجال الصحة العامة وعلم السموم وعملت بشكل رئيسي على موضوع التلوث فقد كانت مكلفة بدراسة تأثيرات ضباب دونورا الدخاني عام 1948، وبحثت بشكل محدد عن تأثير استنشاق حمض الكبريتيك من خلال تجارب على خنزير غينيا (نوع من أنواع القوارض لا يمت بصلة للخنازير وموطنها ليس غينيا). أدت النتائج التي توصلت إليها حول تأثير حمض الكبريتيك على الجهاز التنفسي إلى تعرضها للتهديد وسحب التمويل وإلى فقدانها وظيفتها في جامعة هارفرد كلية الصحة العامة في عام 1953.
لم تشكل النكسة التي تعرضت لها أي رادع فقد واصلت أبحاثها في دور مختلف في جامعة هارفرد وبعد ذلك في جامعة نيويورك ومعهد ماساتشوستش للتكنولوجيا.
بالرغم من الجدال المبكر المتعلق بعملها فقد تم استخدامه في وضع معايير تلوث الهواء وفي نهاية حياتها حصلت على العديد من الجوائز والأوسمة .

## الحياة السابقة
ولدت ماري آمدور عام 1921 في دونورا، بنسلفانيا. تسلمت درجة البكالوريوس في الكيمياء عام 1943 من جامعة بيتسبروغ ثم انتقلت إلى جامعة كورنيل لدراسة الكيمياء الحيوية على مستوى الدراسات العليا. استلمت شهادتها في الدكتوراه في الكيمياء الحيوية عام 1946 ،كتبت أطروحتها «حول دور المنغنيز والكولين في تشكيل عظام الفئران». بعد نيلها شهادة الدكتوراه عملت في مشفى ماساتشوستش للعين والأذن قبل انضمامها لفريق فيليب درينكر في كلية الصحة العامة بجامعة هارفرد عام 1949. وبحلول العام 1953 تزوجت من عالم آخر ضمن هذا المجال يدعى بينجامين آمدور وأنجبت منه ابناً هو ديفيد.

## أبحاثها
قامت الشركة الأمريكية للصهر والتكرير بتمويل (درينكر) للتحقيق في ضباب دونورا الدخاني 1948، فقد كانت الشركة مهتمة بإظهار أن ملوثاتها الرئيسية (حمض الكبريتيك وثاني أكسيد الكبريت ) لم تسهم بشكل كبير بالضرر الذي سببه. في منتصف العام 1953،طورت آمدور وزوجها طريقة لرش مزيج الضباب من حمض الكبريتيك وثاني اكسيد الكبريت في غرفة رطبة يوجد فيها خنازير غينيا لتحقق من الضرر الذي سيحدث لرئتي الخنازير.
الزوجان آمدور اشتريا خنازير غينيا خاصة بهم من أجل العمل على مشروعهم الصغير وقضيا عطلة نهاية الأسبوع في إجراء التحقيق. أحضرت آمدور نتائج التجربة والتي كانت (استنشاق مزيج الضباب يقود إلى نتائج مأساوية على التنفس ويسبب خسارة الوزن وأمراض الرئة) إلى الجمعية الأمريكية للتقدم العلمي في اجتماعهم السنوي في كانون الأول عام 1953. ثم كتبت ورقة إدانة حول تأثير المستويات المنخفضة من حمض الكبريتيك على متطوعين من البشر وهذه المستويات مشابهة للمستويات الموجودة في الضباب الدخاني 1984.
هذه الورقة ومحاولتها تقديم النتائج المرتبطة بها إلى الجمعية الأمريكية للصحة الصناعية سببت لها الصعوبات. تعرضت آمدور للاعتداء والتهديد في المصعد من قبل مجرمَين عنيفين في اجتماع الجمعية السنوي عام 1954. قدمت آمدور نتائجها من غير اعتبار للعوائق التي واجهتها. بما أن درينكر تلقت تمويل من الشركة الأمريكية للصهر والتكرير فقد افترضت إدارة الشركة أنها ستسيطر عما سيتم نشره، عندما عادت آمدور من الاجتماع طلب درينكر حذف اسمها من الورقة وسحبه من لا نسيت (وهي مجلة طبية عامة أسبوعية) بالرغم من حقيقة أنه قد تم بالفعل قبول ما طلبه منها. رفضت آمدور مطالب درينكر لذلك ألغي مركزها في طاقمه وتُركت لتبحث عن عمل جديد ولم يتم نشر الورقة مطلقاً.
سرعان ما وجدت دوراً مشاركاً جديداً بوظيفة غير دائمة في مجال الأبحاث تحت رعاية جيمس ويتنبرغر والذي كان رئيس علم وظائف الأعضاء في كلية الصحة في جامعة هارفرد بالتعاون مع الدكتور جيري ميد. أكملت أبحاثها حول تلوث الهواء التي بدأتها بإشراف درينكر حتى تركت الجامعة عام 1977. نقلت آمدور أبحاثها إلى معهد ماساتشوستش للتكنولوجيا القريب بسبب الصعوبات في الحصول على تثبيت في العمل في جامعة هارفارد لها ولزميلها شيلدون مارفي وبسبب حاجتها للعمل مع مهندسين لإنتاج منتجات احتراق مناسبة وقبلت منصب محاضر وتأمين التمويل لمدة 12 سنة.
عندما انتقلت، ركزت على تفاعلات المعادن مع الغازات في استنشاق حمض الكبريتيك، لم تكن راضية عن الاهتمام الذي تلقاه بحثها في معهد ماساتشوستس للتكنولوجيا لذلك انتقلت إلى معهد الطب البيئي في جامعة نيويورك عام 1989 كباحثة كبيرة في العلوم وبقيت هناك حتى تقاعدها عام 1996.

## الجوائز
في عام 1953، أُدخلت آمدور كعضو في الجمعية الفخرية في الصحة العامة المسماة (دلتا أوميغا)، في العام 1974 تلقت جائزة دونالد أي كامينغز التذكارية من الجمعية الأميركية للصحة الصناعية تقديراً لمساهماتها مدى الحياة وتطبيقها معرفتها في هذا المجال. منحتها الأكاديمية الأمريكية لمجلس الصحة الصناعية جائزة هنري ف سميث عام 1984 لتحديد وتلبية احتياجات البحوث ضمن مهنة الصحة الصناعية. في عام 1986 استلمت جائزة الإنجاز المهني لقسم تخصص الاستنشاق من الأطلسي، السموم، وحصلت على جائزة هيربرت ا ستوكنجر من المؤتمر الأميركي لعلماء الصحة الصناعية الحكومية عام 1989. كسبت جائزة سفيرة جمعية علم السموم قسم منتصف المحيط الأطلسي في العام 1988، ثم في عام 1997 منحت جائزة الاستحقاق من الجمعية ذاتها تقديراً لإنجازاتها خلال حياتها ومساهماتها في علم السموم.

## الموت والميراث
ماتت آمدور في 16 شباط من العام 1998 بعد تعرضها لذبحة قلبية خلال عودتها من عطلتها في هاواي، ثلاث جمعيات على الأقل كتبت نعي وكُرس كتاب علم السموم لذكراها، جمعية علم السموم أنشأت جائزة باسمها من قبل الطلاب والزملاء، وهذه الجائزة (جائزة ماري آمدور) تقدم بشكل سنوي للطلاب في تخصص التنفس والاستنشاق. اعتبرت ماري آمدور«أم بحث الضباب الدخاني» وعملها له دور رئيسي في تطوير معايير تلوث الهواء.